# Ambassade van Oekraïne in Roemenië
De ambassade van Oekraïne in Roemenië is de vertegenwoordiging van Oekraïne in de Roemeense hoofdstad Boekarest.
De diplomatieke banden tussen Oekraïne en Roemenië begonnen op 1 februari 1992. Op 24 september 1992 werd de ambassade in Boekarest geopend. 
Van 2001 tot 2014 was er ook nog een consulaat in Suceava.

## Ambassadeurs
- Sandulyak Leontiy Ivanovych: juli 1992 - februari 1995
- Chaly Alexander Alexandrovich: mei 1995 - juni 1998
- Kharchenko Igor Yuriyovych: oktober 1998 - november 2000
- Buteyko Anton Denisovich: december 2000 - oktober 2003
- Bauer Teofil Yozifovych: februari 2004 - september 2005
- Malko Yurii Feodosiiovych: december 2005 - april 2008
- Kulyk Markiyan Zinoviyovych: mei 2008 - oktober 2011
- Bauer Teofil Yozifovych: april 2012 - februari 2016
- Bankov Alexander Sergeevich: juni 2017 - juli 2020
- Oleksandr Bankov